# Jan Olszewski
Jan Ferdynand Olszewski (20. srpna 1930, Varšava, Polsko – 7. února 2019, Varšava) byl polský politik a právník. V letech 1991–1992 byl premiérem Polska.

## Biografie
Jako chlapec se zúčastnil varšavského povstání proti nacistickým okupantům. Po druhé světové válce podporoval Polskou lidovou stranu Stanisława Mikołajczyka. Vystudoval práva na Varšavské univerzitě a poté pracoval na ministerstvu spravedlnosti a v akademii věd. V roce 1956 se stal novinářem týdeníku Po prostu. V něm vydal onoho roku článek volající po rehabilitaci příslušníků Armie Krajowe. Článek vzbudil rozruch a v letech 1957–1959 Olszewski dostal zákaz činnosti. V té době byl členem Klubu křivého kola (Klub Krzywego Koła), intelektuální skupiny, která se nebála kritizovat poměry ve státě.
Pověst protirežimního intelektuála posílil v letech šedesátých, kdy jako advokát hájil ty, kteří se ocitli s režimem ve sporu (Melchior Wańkowicz, Jacek Kuroń, Karol Modzelewski, Janusz Szpotanski). Roku 1968 mu byla advokátní činnost zakázána, ale po nástupu Edwarda Gierka roku 1970 ji mohl obnovit. Sepsal také populární příručku jak si počínat vůči komunistické tajné policii.
Po vzniku opozičního hnutí Solidarność v 80. letech se do něj zapojil. Býval také poradcem katolických biskupů a patřil k žalobcům v procesu s důstojníky tajné policie, kteří zavraždili kněze Jerzyho Popieluszka, a podílel se na objasnění vražd dalších duchovních. Účastnil se jednání u kulatého stolu roku 1989, na nichž se dohadoval konec komunistického režimu a přechod k demokracii. Odmítl být ovšem kooptován do Sejmu i jmenován do vlády Tadeusze Mazowieckiho. Záhy vstoupil do strany Dohoda středu. V roce 1990 podporoval Lecha Wałęsu v prezidentských volbách.
Po volbách 1991 ho prezident Lech Wałęsa jmenoval premiérem. Jeho kabinet se rozpadl zhruba po roce a půl kvůli neshodám o lustrace a zveřejnění spisů komunistické tajné policie. V následných volbách roku 1993 se do Sejmu již nedostal. Roku 1995 se zúčastnil přímých prezidentských voleb, se 6,8 procenty hlasů skončil čtvrtý (za Aleksanderem Kwaśniewskim, Lechem Wałęsou a Jackem Kurońem).
Roku 1996 založil pravicové Hnutí za obnovu Polska. V letech 1997–2001 byl poslancem Sejmu za stranu Liga polských rodin. Později se stal podporovatelem strany Právo a spravedlnost Jarosława a Lecha Kaczyńských.